# Ente di Stato dei giochi di San Marino
L'Ente di Stato dei giochi di San Marino è la gaming authority che controlla e autorizza i giochi della sorte sul territorio della Repubblica di San Marino. Ha sede in Contrada Omerelli a San Marino città. È stato istituito nel 2007 grazie alla legge del 27 dicembre 2006 n. 143 ed è retto da un consiglio composto dal presidente da altri quattro consiglieri e da tre sindaci revisori.
Spesso viene erroneamente confuso con la Giochi del Titano s.p.a., società di proprietà pubblica (lo Stato Sammarinese possiede direttamente la maggioranza delle quote societarie, la restante parte è di altri organi pubblici) che gestisce una sala automatizzata con bingo, slot machine, keno nonché una sala scommesse ed una sala poker al palazzo Diamond a Rovereta, curazia di Serravalle.